# Johann Christoph Altnikol
Johann Christoph Altnikol (ur. 1 stycznia 1720 w Biernej, zm. 25 lipca 1759 w Naumburgu (Saale)) – niemiecki kompozytor i organista okresu baroku, uczeń i zięć Jana Sebastiana Bacha.

## Życiorys
W latach 1740–1744 zatrudniony jako śpiewak i organista w kościele św. Marii Magdaleny we Wrocławiu. W 1744 rozpoczął studia teologiczne na Uniwersytecie w Lipsku. W styczniu 1748 został organistą w ewangelickim kościele granicznym we wsi Nieder-Wiesa pod Gryfowem Śląskim. We wrześniu przeniósł się na stałe do Naumburga (Saale). 20 stycznia 1749 r. poślubił Elisabeth Julianę Friedericę, córkę Jana Sebastiana Bacha.